# وقت إضافي
الوقت الإضافي أو الوقت المُضاف هو مدة زمنية إضافية للعب في الرياضات تُضاف وتُحدد في حالة تعادل النتيجة بين المنافسين.

## كرة القدم
في بعض مباريات كرة القدم لا يجوز أن تنتهي المباراة بالتعادل خاصة في مباريات الكأس التي لابد لها من فائز وخاسر فإذا انتهت المباراة بالتعادل بين الفريقين يُلجَأ إلى قاعدة الوقت الإضافي وهو شوطان إضافيان مدة كل شوط 15 دقيقة لا يجوز للاعبين الاستراحة فيما بين هذين الشوطين ولكن فقط مسموح بتبديل طرفي الملعب.
إذا ما تمكن أحد الفريقين من إحراز هدف خلال الوقتين الإضافيين يفوز بالمباراة إذا كان هناك تطبيق لقاعدة الهدف الذهبي وهذه القاعدة طُبقت في بطولة كأس العالم 1998 بفرنسا والتي أُلغيت. أما إذا انتهيا الشوطين الإضافيين دون تسجيل أي هدف من أحد الفريقين أو سجل كلا الفريقين وبقي التعادل قائما فيُلجَأ إلى ركلات الترجيح، لتحديد الفائز بالمباراة.
ولا يستخدم الوقت الإضافي في مباريات الدوري أو في مرحلة دورى المجموعات (الدور التمهيدي) للبطولات. مع العلم أن بعض المباريات قد يُلجأ فيها مباشرة إلى ركلات الترجيح بعد انتهاء الوقت الأصلي مثل المباريات الترتيبية (تحديد المركز الثالث).